# Cucal rogenc
El cucal rogenc (Centropus unirufus) és una espècie d'ocell de la família dels cucúlids (Cuculidae) que habita els boscos de bambú de les illes Polillo, Luzon i Catanduanes, a les Filipines.